# أماندا كلارك
أماندا كلارك (بالإنجليزية: Amanda Clark)‏ هي متسابقة يخت أمريكية، ولدت في 26 مارس 1982.

## وصلات خارجية
- أماندا كلارك على موقع أوليمبيديا (الإنجليزية)